# Conchocarpus acuminatus
Conchocarpus acuminatus är en vinruteväxtart som först beskrevs av Pilg., och fick sitt nu gällande namn av J. A. Kallunki & J. R. Pirani. Conchocarpus acuminatus ingår i släktet Conchocarpus och familjen vinruteväxter. Inga underarter finns listade i Catalogue of Life.